# Elisabeth Ruge
Elisabeth Ruge  (* 1960 in Köln) ist eine deutsche Lektorin, Verlegerin und Literaturagentin.

## Leben
Elisabeth Ruge ist die Tochter von Fredeke Gräfin von der Schulenburg und des Journalisten Gerd Ruge. Ihr Großvater war der Widerstandskämpfer des 20. Juli 1944 Fritz-Dietlof von der Schulenburg. Ihr Vater war ab 1964 beim ARD-Auslandsstudio in Washington, D.C. tätig, deshalb verbrachte sie mehrere Jahre ihrer Kindheit in den Vereinigten Staaten. Um 1970 kehrte die Familie zurück nach Deutschland (Bad Godesberg). Da der Vater viel auf Reisen war, gingen Elisabeth und ihr Bruder Boris auf das Internat der Odenwaldschule in Hessen. Elisabeth Ruge war mit dem Verleger Arnulf Conradi verheiratet. Sie ist Mitglied des PEN-Zentrums Deutschland und Mitgründerin des PEN Berlin.

## Ausbildung
Nach dem Abitur an der Odenwaldschule besuchte sie das Puschkin-Institut in Moskau. Sie absolvierte zunächst eine Lehre als Verlagsbuchhändlerin beim Claassen-Verlag. Anschließend arbeitete sie als Lektoratsassistentin beim S. Fischer Verlag. Parallel dazu studierte sie Anglistik, Amerikanistik und Slawistik an der Johann Wolfgang Goethe-Universität in Frankfurt am Main.

## Verlegerin
1994 gründete sie gemeinsam mit ihrem damaligen Ehemann Arnulf Conradi und mit Veit Heinichen den Berlin Verlag. Zunächst war Ruges Aufgabe die Mitgestaltung des Programms und die Autorenpflege, bevor sie im Jahr 2005 die verlegerische Geschäftsführerin wurde. Sie gründete einen Kinderbuchverlag als Imprint des Berlin Verlags. Ebenfalls als Imprint gründete sie im Jahr 2010 den Berlin Academic Verlag (einen Wissenschaftsverlag, der nach Open Access-Prinzipien und unter Creative Commons-Lizenzen arbeitet). Zu den Werken, die von ihr im Berlin Verlag betreut worden sind, gehören u. a. die Romane von Ingo Schulze, Zeruya Shalev, Elke Schmitter, Péter Nádas und Jonathan Littell. Als ihr verlegerisches Vorbild nannte sie den seinerzeitigen Herausgeber der New York Review of Books, Robert B. Silvers.
Vor dem Hintergrund der Zentralisierungsstrategie des Bloomsbury-Verlags, dessen Imprint der Berlin Verlag ab dem Jahr 2003 war, verließ Elisabeth Ruge den von ihr gegründeten Verlag zum 15. März 2011 und wurde Leiterin des von ihr aufgebauten Berliner Büros des Carl Hanser Verlages, das Ende 2011 eröffnete. Ende 2013 verließ Ruge den Hanser Verlag. Im Frühjahr 2014 gründete Ruge die Elisabeth Ruge Agentur (ERA).

„Ein guter Übersetzer muss viele Voraussetzungen erfüllen, ganz klar, er soll gebildet sein, belesen, penibel und möglichst auch pünktlich, er muss über Sprachkenntnis und Sprachgefühl verfügen und immerzu viele fundierte Entscheidungen treffen, dazu auch den Mut finden. Aber all das führt zu wenig, wenn er neben dieser großen Werkzeugkiste nicht auch über ein großes Herz verfügt, ein weites Herz, eines, das den Blick öffnet und schärft und Erkenntnis und Haltung ermöglicht, ohne immerzu ins ewige, die Wahrnehmung einengende Urteilen zu kippen.“

## Stimmen über Elisabeth Ruge
„Elisabeth Ruge ist eine der angesehensten Lektorinnen hierzulande.“

„Jetzt ist Elisabeth Ruge [...] eine der einflussreichsten Verlegerinnen in Deutschland.“

„Als Leiterin des Berlin Verlags hat sich Elisabeth Ruge [...] einen Ruf als entschlossene Anwältin anspruchsvoller Literatur erworben.“

## Soziales Engagement
Anlässlich des Tags der Obdachlosen 2007 spendete Elisabeth Ruge 4000 Euro an die Evangelische Obdachlosenhilfe. Die Summe stammte aus dem Verkaufserlös des von Matthew Sweeney geschriebenen Jugendbuches Fuchs, das die Freundschaft zwischen einem Kind und einem Obdachlosen thematisiert.